# Cumberland House

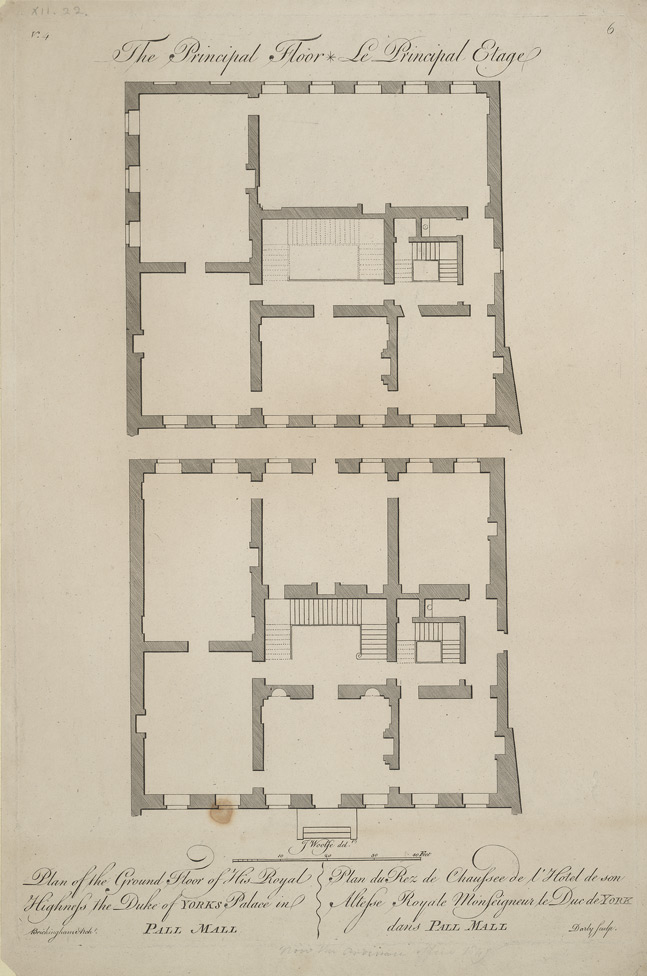
Plantas do andar térreo e primeiro andar de Cumberland House (na época ainda de York House) tal como foram desenhadas por Matthew Brettingham.

Cumberland House foi um palácio de Londres situado no lado sul do Pall Mall. Foi construído na década de 1760, por  Matthew Brettingham, para o Príncipe Eduardo Augusto, Duque de York e Albany, sendo chamada originalmente de York House. O Duque de  York faleceu em 1767, com apenas vinte e oito anos de idade, e o palácio foi tomado pelo Príncipe Henrique Frederico, Duque de Cumberland e Strathearn, cujo nome reteve.
O edifício desenhado por Brettingham apresentava um estilo Palladiano tardio. Tinha sete secções de largura, com três andares principais, mais cave e ático, tendo sido construído em tijolo com revestimentos de pedra. O Duque de Cumberland procedeu a várias alterações; construiu uma ala lançada a oeste, no local de uma casa vizinha que comprou entretanto, e adicionou um par de lojas flanqueando o pátio, tudo executado, provavelmente, segundo desenhos de Robert Adam. Adam também criou vários desenhos para remodelar os interiores, os quais se encontram, actualmente, na colecção do Soane Museum, embora só uma parte deles tenham sido executados.

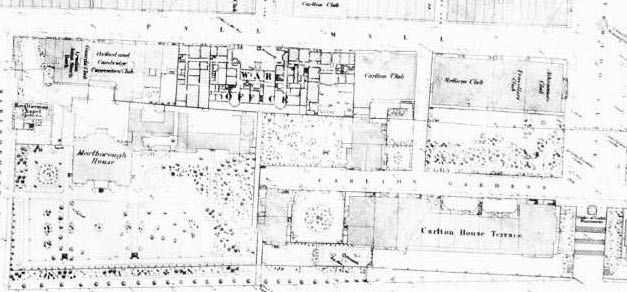
Mapa de de cerca de 1870 que mostra Cumberland House como elemento central do Gabinete de Guerra.

Cumberland House foi vendido ao Union Club em 1801, e em 1806 foi comprado pela Board of Ordnance (Comissão de Ordenança). Em 1809 foi adicionada uma ala que contrabalançava a ala oeste construída pelo Duque de Cumberland. A partir de 1858 passou a alojar o Gabinete de Guerra. Cumberland House foi usada pelo governo durante pouco mais de cem anos. O Gabinete de Guerra também adquiriu vários edifícios vizinhos, incluindo Schomberg House, e deitou-os abaixo para formar um grande complexo. Cumberland House foi demolido por etapas entre 1908 e 1911. O local onde se erguia é ocupado, actualmente, pelo Royal Automobile Club.